# Atanus texanus
Atanus texanus är en insektsart som beskrevs av Delong 1978. Atanus texanus ingår i släktet Atanus och familjen dvärgstritar. Inga underarter finns listade i Catalogue of Life.